# Местиско
Местиско (на словашки: Mestisko) е село в северноизточна Словакия, в Прешовски край, в окръг Свидник. Според Статистическа служба на Словашката република към 31 декември 2021 г. селото има 449 жители.
Разположено е на 242 m надморска височина, на 6,5 km южно от Свидник. Площта му е 11,06 km². Кметът на селото е Ярослав Нагайда.